# MD Helicopters MH-6 Little Bird
MH-6 Little Bird (vzdevek Killer Egg - ubijalsko jajce) je enomotorni lahki vojaški helikopter ameriškega proizvajalca MD Helicopters. MH-6 je zasnovan na podlagi Hughes OH-6 Cayuse in MD 500E. Najnovejša verzija MH-6M je razvita na osnovi MD 530F in ima šestkraki glavni rotor. 

## Specifikacije (MH-6)
Podatki iz U.S. Army Aircraft, MD 530F data
Splošne karakteristike
- Posadka: 2
- Število sedežev: do 6 potnikov
- Dolžina: 32,6 ft (9,80 m)
- Premer rotorja: 27,4 ft (8,30 m)
- Višina: 9,8 ft (3,0 m)
- Teža praznega letala: 1591 lb (722 kg)
- Uporaben tovor: 1509 lb (684 kg)
- Maks. vzletna teža: 3100 lb (1406 kg)
- Pogon letala: 1 ×  turbogredni T63-A-5A ali T63-A-700, 425 KM (317 kW)vzletna moč; 375 KM (280 kW) kontinuirana moč
- Dolžina trupa: 24,6 ft (7,50 m)
- Širina trupa: 4,6 ft (1,4 m)
- Rotor: 6-kraki glavni, 4-kraki repni
- Kapaciteta goriva: 62 US gal (242 L) ali 403 lb (183 kg)

 Zmogljivost 
- Maks. hitrost: 152 vozlov (175 mph, 282 km/h)
- Potovalna hitrost: 135 vozlov (155 mph, 250 km/h)
- Doseg: 232 nmi (430 km, 267 mi) at 5000 ft
- Višina leta: 18700 ft (5700 m)
- Hitrost vzpenjanja: 2061 ft/min (10,,5 m/s)

Oborožitev

- Strelno orožje: *1× 30 mm (1.18 in) M230 verižni top; ali
- 2× 12,7 mm (.50 cal) GAU-19; ali
- 2× 7,62 mm (0.30 in) Minigun
- Rakete: *2× LAU-68D/A 7-cevni izstreljevalci 2.75 in (70 mm) Hydra 70 raket
- Izstrelki: *Protitankovske rakete: 2× AGM-114 Hellfire
- Rakete zrak-zrak: 2× FIM-92 Stinger (za samoobrambo)